# Festuca cretacea
Festuca cretacea là một loài thực vật có hoa trong họ Hòa thảo. Loài này được Popov & Prosk. mô tả khoa học đầu tiên năm 1927.